# 槇原敬之
槇原 敬之（まきはら のりゆき、1969年〈昭和44年〉5月18日 - ）は、日本の男性シンガーソングライター。現在の所属レーベルはBuppuレーベル。公式ファンクラブは「Smile Dog」。

## 概要
大阪府高槻市出身。オリジナル曲に関してほぼ全曲作詞、作曲、編曲を自身でこなす。高校生のころから音楽家として頭角を現し、1990年にデビュー。1991年発表のシングル『どんなときも。』でブレイクし、『もう恋なんてしない』（1992年）、『SPY』（1994年）など恋愛心理を巧みに描く歌で人気を高めた。キャリアを重ね、2000年以降になると、人生の機微を優しい視点で描くメッセージソング（本人が言うところの「ライフソング」）を数多く発表するようになる。SMAPに提供した『世界に一つだけの花』（2003年）は、記録的な大ヒットになった。
楽曲制作においては「詞先」と呼ばれる歌詞を先に書く手法を採る。あらゆるリスナーが理解できるように歌詞には平易な言葉が用いられ、作詞の題材は、主に日常生活に起きる出来事や恋愛模様であり、観念的表現が直接的に用いられることは少ない。

## 来歴

### デビュー前
高校在学中の16歳時（1985年）、坂本龍一が当時担当していたNHK-FM放送の番組『サウンドストリート』のデモテープコーナーに、アーティスト名「C・M・C」（コンプレッサーズ・ミュージック・クラブ（後にコンプレッサーズ・ミュージック・カンパニーに改名）として「HALF」という楽曲を応募する。同曲は後に同企画での優秀作品をまとめたコンピレーション・アルバム『Demo Tape-1』（MIDI）に収録された。同曲を制作したアーティスト「C・M・C」は実質槇原の1人ユニットであり、『Demo Tape-1』のライナーノーツにも、「作詞・作曲・歌・演奏-槇原敬之」とクレジットされている。同曲のレコーディングとミキシング・エンジニアを担当していた沢田知久は、中学校当時から槇原の親友であり、槇原のメジャー・デビュー後もアルバム『Such a Lovely Place』にエンジニアとして参加している。

### 1990年代
1990年3月、「AXIA MUSIC AUDITION '89」で、グランプリを獲得。デモテープを聴いた一般の音楽ファンからの投票で選ばれる「一万人審査員賞」とのダブル受賞であった。応募曲は後にデビューシングルとなる「NG」で、サポートギタリストは従兄の寺西一雄（ROLLY）。発表時は槇原と寺西が2人で写る写真が各種音楽誌に掲載されていた。
3浪目の浪人生であった槇原は、1990年10月25日にシングル『NG』とアルバム『君が笑うとき君の胸が痛まないように』でWEA MUSIC（後にワーナーミュージック・ジャパンに併合）よりデビューを果たす。
青山学院大学文学部第二部英米文学科入学後の1991年6月10日、3rdシングル『どんなときも。』をリリース。表題曲は、映画『就職戦線異状なし』主題歌、ケンタッキーフライドチキンのCMソングに選ばれるなど話題となり、シングル、アルバムを通じ自身初のミリオンセラーとなる。これらの活躍により、同年の第42回NHK紅白歌合戦に初出場し、翌年の春の選抜高校野球入場行進曲に選ばれた。同年、大学を中途退学。
1992年6月25日、3rdアルバム『君は僕の宝物』をリリース。槇原の代表曲となる「遠く遠く」等を収録、アルバムで初のミリオンを達成。
1994年11月25日、翌年4月まで全国30カ所56公演に及ぶ自身最大規模のコンサートツアー「WELCOME TO MY PHARMACY」がスタートし、約15万人を動員。同ツアー終了後、喉にポリープが発覚し、入院。
1996年、所属レコード会社内にプライベート・レーベル「River Way」を発足、7月25日、全曲ネイティブ・スピーカーによる英語詞のアルバム『ver.1.0E LOVE LETTER FROM THE DIGITAL COWBOY』を発売。同アルバム発売直前に先行発売されたシングル曲「COWBOY」のMVはイギリスのデザイン集団Me Companyが制作、CGを駆使したアニメーション作品が話題を呼ぶ。
1997年、ソニー・ミュージックエンタテインメントへ移籍。5月10日には初のベスト・アルバムとなる『“SMILING” 〜THE BEST OF NORIYUKI MAKIHARA〜』発売。オリコン1位獲得、190万枚のセールスを記録。同作品は12月、日本ゴールドディスク大賞の“ポップス部門”を受賞。
1998年3月、『“SMILING” 〜THE BEST OF NORIYUKI MAKIHARA〜』が、第12回ゴールドディスク大賞 ベスト・ポップ・アルバム・オブ・ザ・イヤーを受賞。4月15日から槇原初のアリーナ・ツアー「GEORGIA PRESENTS 槇原敬之 CONCERT TOUR '98“It's a LOVELY PLACE!”～春だ!桜だ!マキハラ君祭り!!～」スタート。4月30日まで全国5ヶ所、7公演を開催。
1999年8月26日に覚せい剤取締法違反容疑で逮捕され、これに伴い音楽活動を休止する。同年12月、懲役1年6ヶ月・執行猶予3年の判決を受ける。

### 2000年代
2000年、デビュー時に所属していたワーナーミュージック・ジャパンに復帰、11月発売の10thアルバム『太陽』で活動を再開する。
2003年、自身が作詞・作曲、SMAPに提供した「世界に一つだけの花（シングル・ヴァージョン）」が売上200万枚以上を記録。その後も伸び続け、2016年のSMAP解散時に300万枚を突破。このヒットを受け、2004年春の選抜高校野球入場行進曲に選ばれる。
2004年、レコード会社を東芝EMIに移籍。8月、移籍後初アルバム『EXPLORER』とベスト・アルバム『Completely Recorded』を相次ぎ発売、双方とも50万枚を突破。『EXPLORER』は初登場1位を獲得。『Completely Recorded』は初登場2位だったが、売上は『EXPLORER』よりも上昇。9月にアルバム総売上枚数が1000万枚を突破、男性ソロ歌手として井上陽水、長渕剛に次いで3人目であり、初チャートインから13年2か月での達成は史上最速記録となった。
2006年2月22日に14thアルバム『LIFE IN DOWNTOWN』を発売。同作の売上で、アルバム総売上枚数が井上を抜き、男性ソロ歴代1位となる。
2007年、レコード会社をエイベックス（レーベルはJ-more）に移籍。8月に36thシングル『GREEN DAYS』をリリース、同作で16年ぶりに12月31日『第58回NHK紅白歌合戦』に出場。

### 2010年代
2010年1月1日、デビュー20周年を記念したベスト・アルバム『Noriyuki Makihara 20th Anniversary Best LOVE』と『Noriyuki Makihara 20th Anniversary Best LIFE』2枚同時発売。10月、デビュー20周年記念ライブとなる「NORIYUKI MAKIHARA SYMPHONY ORCHESTRA CONCERT "cELEBRATION 2010"〜Sing Out Gleefully!〜Supported by BEAMS」を大阪城ホールと日本武道館で開催。11月29日、プライべートレーベルであるBuppuレーベルを発足。J-moreから移籍。インディーズでの楽曲リリースとなる。
2011年3月11日にBuppuレーベル第一弾シングル「林檎の花」、7月27日にBuppuレーベル第一弾アルバム『Heart to Heart』をリリース。
2012年2月3日 - 毎週金曜更新のインターネットラジオ「槇原敬之の神宮前ヴェランダスタジオ」放送開始。9月19日、ワーナー初期のアルバムを集めた7枚組BOX『EARLY 7 ALBUMS』発売。11月14日にコンピレーション・アルバム『秋うた、冬うた。〜もう恋なんてしない』を発売、ワーナー在籍時の全オリジナル・アルバムがリマスタリングされ再発。
2019年2月13日、22ndアルバム『Design & Reason』を発売。
2019年第91回選抜高校野球大会開会式の入場行進曲に「世界に一つだけの花」「どんなときも。」が選出される。平成最後の大会になることから「平成時代を象徴する曲」という観点で選ばれた。
2019年4月26日に放送されたテレビ朝日系『ミュージックステーション』（この日が平成最後の放送）で「世界に一つだけの花」を披露。10月23日、デビュー30周年プロジェクト第1弾となるカバー・ベスト・アルバム『The Best of Listen To The Music』をリリース。

### 2020年代
2020年2月13日、覚せい剤取締法違反などの疑いで逮捕される。同年8月3日、懲役2年・執行猶予3年の判決を受け、当面の活動休止を表明した。発売予定だったアルバム『Bespoke』は発売延期となった。
2021年9月6日、自身の公式サイトで活動再開を発表。「活動を休止し、今後についてよく考えに考えた末、やはり私には音楽しかないという気持ちに気付き、楽曲制作をすることに決めました」と報告した。また、復帰作となるオリジナルアルバム『宜候』を自身のデビュー日にあたる10月25日に配信、同27日にCD発売すること、10月25日に書籍『槇原敬之 歌の履歴書』を発売することが合わせて発表された。
2022年3月2日、発売無期延期となっていたセルフカバーアルバム『Bespoke』がリリースされた。

## 人物

### エピソード
- 愛称は「マッキー」[26]。大阪出身ながら広島東洋カープファン[27]。槇原は愛犬家で知られ、20年間でフレンチ・ブルドッグを9頭、パグを1頭飼育した。その間、飼育している犬同士で繁殖し、仔犬が生まれたこともあった[28]。飼い犬たちを元にした短編アニメ『ぶっぷな毎日』ではナレーターとご主人様役でレギュラー出演した。2016年以降はドラミという名のエキゾチックショートヘア種の猫を飼っている[29]。
- 生まれ育った日本に対する愛着があることを公言しており、「僕はすごく日本が好きなんです。ずっと日本を見てくれている外国の人達もとても愛しているし、本当に良い国だと思うんです」と語っている。日本の仏教や神道、古くからの言い伝えや伝統・風習を大切にしていくことに理解を示しており、楽曲にそういったモチーフを取り入れることがある。一方で日本の悪いところとして『新しいもの好き』であることを指摘している[30]。また、自身の楽曲の歌詞は輪廻転生をテーマに書いているとしており、「『人がもし生まれ変わるなら』っていうところをいつも考えているんです」と語っている[31]。
- 先述した通り詞先の作家であり、歌詞を全て書ききってから作曲やアレンジを行っている。槇原が言うにはメロディに歌詞を乗せる所謂曲先での楽曲制作は「実を言うとすごく苦手で、できる人はめっちゃ尊敬します。それができたら自分の曲にももっとバリエーションが出るだろうなって思うぐらい」と語っている[32]。
- 槇原が言うには作詞は「（言葉は悪いけどと前置きをした上で）陰鬱として悶々とする孤独な作業」である旨を語っており、逆に作曲やアレンジをする作業は「すごく解放感があるんですよ。詞に誘われてできる部分もありますし」と語っている。また、音楽関係者の間ではバックトラックを短時間で制作することを評価されることがあり、これについては「ちっちゃい頃からいろんな音楽を聴いてきて、引き出しはたくさんあるから、それで早いのかもしれないですね」と語っている[32]。

### 不祥事
- 1999年8月26日、警察の家宅捜索を受けた際、覚せい剤1グラムが発見され、覚せい剤取締法違反（所持）の現行犯で10年来の友人[注釈 3]と共に逮捕された[34]。槇原は「多くの方達に取り返しのつかないご迷惑をかけてしまい、お詫びする気持ちをどう表現して良いかわかりません。潔く罪を認め、いかなる処分も受けなければならないと思っております」とコメントし、謝罪した[35]。9月3日にはMDMA所持が発覚した。これらの薬物は槇原・友人の共通の知人から入手したものだった。槇原の逮捕により、9月から予定されていたコンサートツアーの中止やレギュラーラジオ番組の打ち切り、CDが発売元のレコード会社により店頭から回収される動きがあり[36]、この時ファンが買いに走ったため、過去の作品の売上が伸びる現象が起こった[37]。また、この逮捕により一時期7億円もの借金を抱えた[34]。9月9日に300万円の保釈金により保釈[38]、12月8日に懲役1年6ヶ月・執行猶予3年の有罪判決を受けた。同日、槇原は「寛大な判決が下りました今も、法を犯すことの重大さを痛感いたしております。今後は、絶対にこの様な事を起こさないことを、堅くお約束いたします」とコメントした[39]。事件の公判で検事が「私もあなたのCDをいくつか持っています。聞くと元気が出ますよね」と発言し話題となり、2005年に受けたインタビューで「僕もびっくりした。しっかりと受け止めて頑張ろうと思った」と振り返っている[40]。また同じインタビューで「あの事件があったおかげで『僕は僕だけで生きてるんじゃない』『僕の歌を本当に聴いてほしい人に歌が届いてない』ということに気がついて。そこでまた、曲作りにボッと火がついた。これからは、サウンドとかじゃなくて、何が言いたいか、だって。それから、また曲作りが楽しくなりました」とも述べている[40]。猶予満了は2002年12月。
- 2006年10月、CHEMISTRYに提供した「約束の場所」の歌詞の一部に対し、漫画家の松本零士が「『銀河鉄道999』内のセリフを盗用された」と主張。しかし2007年3月22日、槇原が東京地方裁判所に、松本に対する著作権侵害不存在確認等請求を起こし、盗作である証拠が示せなかった場合は損害賠償を請求した。同年12月26日、東京地裁は、松本の槇原への名誉毀損を認め損害賠償を命ずる判決を下した[41]が、双方とも控訴。最終的に、松本が「槇原さんの社会的な評価に相当な影響を与えた」と陳謝することで和解した[42][43]。

- 2018年4月に覚醒剤約0.083gおよび危険ドラッグ「ラッシュ」64.2ミリリットルを当時在住の東京都港区のマンションで所持していたとして、2020年2月13日に渋谷区神宮前の新居の家宅捜査を受け、覚せい剤取締法違反などの疑いで逮捕される[44][45]。警視庁組織犯罪対策部組織犯罪対策第五課は2月27日、尿検査の結果は陰性で、違法薬物の成分は検出されなかったことを明らかにした[46][47]。2020年3月4日、覚せい剤取締法違反と医薬品医療機器法違反の罪で起訴[48]。同年3月6日、保釈保証金500万円を納付して保釈[49]。初公判は、当初6月17日に予定されていたが、7月21日に延期して行われ[50]、槇原は起訴内容を認め検察側は懲役2年を求刑[51]。同年8月3日、懲役2年、執行猶予3年の判決を受ける[52]。槇原側は控訴を行わず、当面の活動休止を表明[22]。控訴期限だった8月17日までに、弁護士側・地検側の双方が控訴せず、有罪判決が確定した[53]。なお逮捕の一報を受け前回同様CDの回収などが予想されたためか、売上ランキングで槇原のアルバムが上位にランクインした[54]。一部の店舗では販売の休止が行われたが[55]、結局回収は行われず、ネット配信もそのまま継続された。なお、執行猶予期間は2023年8月18日に満了となった。

## 評価
桑田佳祐（サザンオールスターズ）は槇原の才能を認めており、2013年のAct Against AIDSイベント「昭和八十八年度! 第二回ひとり紅白歌合戦」で「遠く遠く」をカバーしたり、自身のラジオ番組「桑田佳祐のやさしい夜遊び」内の企画『桑田佳祐が選ぶ2015年邦楽シングルBEST20』で「超えろ。」を一位にしたりしている。桑田は槇原の作風を「歌詞の乗っけ方が自由っていうか、詞先なのかもしれないね」と語っており、槇原が詞先で楽曲を制作していることを見抜いている。

## ディスコグラフィ
オリジナル・アルバム
- 『君が笑うとき君の胸が痛まないように』（1990年）
- 『君は誰と幸せなあくびをしますか。』（1991年）
- 『君は僕の宝物』（1992年）
- 『SELF PORTRAIT』（1993年）
- 『PHARMACY』（1994年）
- 『Ver.1.0E LOVE LETTER FROM THE DIGITAL COWBOY』（1996年）
- 『UNDERWEAR』（1996年）
- 『Such a Lovely Place』（1997年）
- 『Cicada』（1999年）
- 『太陽』（2000年）
- 『Home Sweet Home』（2001年）
- 『本日ハ晴天ナリ』（2002年）
- 『EXPLORER』（2004年）
- 『LIFE IN DOWNTOWN』（2006年）
- 『悲しみなんて何の役にも立たないと思っていた。』（2007年）
- 『Personal Soundtracks』（2008年）
- 『不安の中に手を突っ込んで』（2010年）
- 『Heart to Heart』（2011年）
- 『Dawn Over the Clover Field』（2012年）
- 『Lovable People』（2015年）
- 『Believer』（2016年）
- 『Design & Reason』（2019年）
- 『宜候』（2021年）

## 出演

### テレビ
- 新堂本兄弟（フジテレビ、2011年5月 - 2014年9月）※レギュラー
- マキハラといっしょ（NHK BSプレミアム、2013年 - 2014年（不定期放送））

特別番組
- 21ヶ月〜シンガーソングライター槇原敬之の時間が止まった時（TOKYO FM、2001年5月30日）- 1999年の逮捕後初めて公の場でその前後のことを自ら語る。平成13年度日本民間放送連盟賞参加作品・優秀賞受賞。
- FNS地球特捜隊ダイバスター63 - 67話（フジテレビ、2007年放送） - 新隊員「M.ノリユキ」役で声の出演
- 世界癒しの旅シリーズ 槇原敬之 アイルランド音楽紀行（TBSチャンネル、2012年）
- 世界癒しの旅シリーズ 槇原敬之 アンダルシア音楽紀行（TBSチャンネル、2013年8月25日）
- 世界癒しの旅シリーズ 槇原敬之 イタリア音楽紀行（TBSチャンネル、2014年8月31日）
- 世界癒しの旅シリーズ 槇原敬之 フィンランド音楽紀行（TBSチャンネル、2015年12月24日）

NHK紅白歌合戦出場歴
| 年     | 放送回 | 回 | 曲目           | 出演順 | 対戦相手   | 備考           |
| ------ | ------ | -- | -------------- | ------ | ---------- | -------------- |
| 1991年 | 第42回 | 初 | どんなときも。 | 22/28  | 小林幸子   | 初出場         |
| 2007年 | 第58回 | 2  | GREEN DAYS     | 18/27  | 浜崎あゆみ | 16年ぶりの出場 |

ミュージックステーション
| 回 | 年     | 放送日   | 曲目                                 |
| -- | ------ | -------- | ------------------------------------ |
| 1  | 1991年 | 8月9日   | どんなときも。                       |
| 2  | 1992年 | 7月10日  | もう恋なんてしない                   |
| 3  | 1992年 | 10月30日 | 北風～君に届きますように～           |
| 4  | 1992年 | 12月18日 | 北風～君に届きますように～           |
| 5  | 1993年 | 5月7日   | 彼女の恋人                           |
| 6  | 1993年 | 9月3日   | No.1                                 |
| 7  | 1994年 | 5月27日  | 2つの願い                            |
| 8  | 1994年 | 8月26日  | SPY                                  |
| 9  | 1994年 | 10月7日  | どんなときも。 / SPY                 |
| 10 | 1996年 | 10月18日 | どうしようもない僕に天使が降ってきた |
| 11 | 1997年 | 10月31日 | モンタージュ                         |
| 12 | 1999年 | 8月13日  | Hungry Spider                        |
| 13 | 2001年 | 10月19日 | Are You OK?                          |
| 14 | 2007年 | 8月17日  | GREEN DAYS                           |
| 15 | 2007年 | 12月21日 | GREEN DAYS                           |
| 16 | 2008年 | 2月1日   | Firefly～僕は生きていく              |
| 17 | 2008年 | 8月1日   | WE LOVE YOU.                         |
| 18 | 2008年 | 11月21日 | 君の後ろ姿                           |
| 19 | 2009年 | 12月11日 | 世界に一つだけの花                   |
| 20 | 2015年 | 2月13日  | Fall                                 |
| 21 | 2015年 | 9月23日  | どんなときも。                       |
| 22 | 2016年 | 1月15日  | No.1 / もう恋なんてしない            |
| 23 | 2016年 | 9月2日   | 理由                                 |
| 24 | 2016年 | 9月18日  | もう恋なんてしない                   |
| 25 | 2017年 | 9月18日  | どんなときも。キャラメルVer.         |
| 26 | 2019年 | 4月26日  | 世界に一つだけの花                   |
| 27 | 2019年 | 10月18日 | 聞き間違い / もう恋なんてしない      |

### ラジオ
- 槇原敬之とキタモンダ（FM大阪、1990年 - 1991年）
- 槇原敬之のオールナイトニッポン（ニッポン放送火曜第2部、1991年 - 1992年）
- MUSIC GUMBO（FM802、1991年 - 1994年、KANと隔週で日曜を担当）
- 槇原敬之の HITACHI CLOSE TO YOU（TOKYO FM系列、1993年 - 1999年）[注釈 4]
- Kakiiin（TBSラジオ、2010年10月6日 - 2011年4月 毎週水曜日レギュラー）
- はい、槇原です。（TBSラジオ、2011年4月9日 - 12月31日）
- 槇原敬之の神宮前ヴェランダスタジオ（インターネットラジオ、2012年2月3日 - 2015年8月28日）
- Who cares?（bayfm、2015年10月4日 - 2020年2月9日）
- 槇原敬之・Sweet Inspiration（FM COCOLO、2023年10月7日 - ）

### アニメ
- ぶっぷな毎日（2017年） - ナレーション、ご主人様役（本人が元になっている）

### CM
- リクルート「タウンワーク」（2012年9月7日 - 終了）

## 書籍
- うたのきろく（2005年10月1日、幻冬舎）ISBN 4-3440-1053-1

その他
- 小貫信昭著『槇原敬之 歌の履歴書』（2021年10月25日、ぴあ）ISBN 4-8356-4642-8

## 他者への提供楽曲
| 提供作品                             | 唄                            | 作詞                                      | 作曲                     | 編曲                                                                      | セルフカバー （収録アルバム）                          |
| ------------------------------------ | ----------------------------- | ----------------------------------------- | ------------------------ | ------------------------------------------------------------------------- | ------------------------------------------------------ |
| ほんとは、ね…                        | 松下里美                      | 木下鉄丸                                  | 木下鉄丸                 | 門倉聡                                                                    | ×                                                      |
| Name Of Love                         | 寺西一雄                      | 槇原敬之                                  | 槇原敬之                 | 槇原敬之                                                                  | ○ (Cicada)                                             |
| 待ってたぜBABY!                      | Thunder Babies                | 槇原敬之&Thunder Babies                   | 槇原敬之                 | 槇原敬之                                                                  | ×                                                      |
| 15分                                 | 坂本美雨                      | 坂本美雨                                  | 槇原敬之                 | 槇原敬之                                                                  | ×                                                      |
| 世界に一つだけの花                   | SMAP                          | 槇原敬之                                  | 槇原敬之                 | 槇原敬之 門倉聡（Single ver. ストリングスアレンジ） 上杉洋史 (organ ver.) | ○ (EXPLORER)                                           |
| さよなら小さな街                     | 野宮真貴                      | 槇原敬之                                  | 槇原敬之                 | コモエスタ八重樫×パラダイス山元                                           | ○（本日ハ晴天ナリ）                                    |
| THE GIFT（ギフト）                   | Blue                          |                                           | 槇原敬之                 |                                                                           | ○（EXPLORERなど） （邦題：「僕が一番欲しかったもの」） |
| Boy, I'm Gonna Try So Hard           | 鈴木雅之                      | 槇原敬之                                  | 槇原敬之                 | 槇原敬之                                                                  | ○ (EXPLORER)                                           |
| Gazer                                | 鈴木雅之                      | 槇原敬之                                  | 槇原敬之                 | 槇原敬之                                                                  | ○（Single「ほんの少しだけ」C/W）                       |
| ハトマメ 〜Say Hello To The World.〜 | The Students                  | 槇原敬之                                  | 槇原敬之                 | 槇原敬之                                                                  | ○ (EXPLORER)                                           |
| チキンライス                         | 浜田雅功と槇原敬之            | 松本人志                                  | 槇原敬之                 | 槇原敬之                                                                  | ○（LIFE IN DOWNTOWNなど）                              |
| HAHAHA〜エルモのテーマ〜             | エルモ（声：松本健太）        | 槇原敬之                                  | 槇原敬之                 | 槇原敬之                                                                  | ×                                                      |
| トマト                               | 渡辺美里                      | 槇原敬之                                  | 槇原敬之                 | 有賀啓雄                                                                  | ×                                                      |
| 折りたたみ傘                         | 渡辺美里                      | 槇原敬之                                  | 槇原敬之                 | 本間昭光                                                                  | ×                                                      |
| 約束の場所                           | CHEMISTRY                     | 槇原敬之                                  | 槇原敬之                 | 槇原敬之 村田陽一（吹奏楽アレンジ）                                       | ○ (Bespoke)                                            |
| フルサト                             | 夏川りみ                      | 槇原敬之                                  | 槇原敬之                 | 槇原敬之                                                                  | ○（不安の中に手を突っ込んで）                          |
| LAUGH! LAUGH! LAUGH!                 | LIVE STAND 07公式テーマソング | 槇原敬之                                  | 槇原敬之                 | 槇原敬之                                                                  | ○（YEAH♪♪ 〜YOSHIMOTO COVER&BEST〜）                   |
| 悲しみの帳                           | 小林幸子                      | 槇原敬之                                  | 槇原敬之                 | 槇原敬之                                                                  | ○ (Bespoke)                                            |
| 僕の今いる夜は                       | M&THE RADIODOGS               | 槇原敬之                                  | 槇原敬之                 | 槇原敬之                                                                  | ○ (Personal Soundtracks)                               |
| Chocolats et Sweets                  | クレモンティーヌ              | 槇原敬之（フランス語詞:クレモンティーヌ） | 槇原敬之                 |                                                                           | ○ (Personal Soundtracks)                               |
| 着メロ                               | 藤井フミヤ                    | 槇原敬之                                  | 槇原敬之                 | 佐橋佳幸                                                                  | ○ (Bespoke)                                            |
| かみさまでもえらべない。             | Early Morning                 | 槇原敬之                                  | 槇原敬之                 | 槇原敬之                                                                  | ○ (Bespoke)                                            |
| Love & Peace Inside?                 | SMAP                          | 槇原敬之                                  | 槇原敬之                 | 槇原敬之                                                                  | ○ (Bespoke)                                            |
| Sweet Season                         | 浜崎あゆみ                    | 浜崎あゆみ                                | 槇原敬之                 | 小林信吾                                                                  | ×                                                      |
| Jewel In Our Hearts                  | ニック・カーター              | 槇原敬之                                  | 槇原敬之                 | 槇原敬之                                                                  | ○ (Heart to Heart)                                     |
| THE CODE 〜暗号〜                    | 鈴木雅之                      | 槇原敬之                                  | 槇原敬之                 | 服部隆之                                                                  | ○ (Bespoke)                                            |
| Sakura Melody                        | 加藤ミリヤ×清水翔太           | 槇原敬之                                  | 槇原敬之                 | 槇原敬之                                                                  | ○ (Bespoke)                                            |
| イカ大王体操第2                      | イカ大王                      | 槇原敬之                                  | 槇原敬之                 | 槇原敬之                                                                  | ○ (Bespoke)                                            |
| カガミヨカガミ                       | 高橋みなみ                    | 槇原敬之                                  | 槇原敬之                 | 槇原敬之                                                                  | ○ (Bespoke)                                            |
| 一番初めての恋人                     | 平井堅                        | 槇原敬之                                  | 槇原敬之                 | 槇原敬之 Tomi Yo                                                          | ○ (Bespoke)                                            |
| 大丈夫                               | 花澤香菜                      | 槇原敬之                                  | 槇原敬之                 | 佐橋佳幸                                                                  | ×                                                      |
| 大好きって意味だよ                   | キョエ                        | 槇原敬之                                  | 槇原敬之                 | 本間昭光                                                                  | ×                                                      |
| はじめまして                         | 平原綾香                      | 槇原敬之                                  | 槇原敬之                 |                                                                           | ×                                                      |
| UNIQUE                               | 木村拓哉                      | 槇原敬之                                  | 槇原敬之                 | 槇原敬之                                                                  | ×                                                      |
| Impossible                           | 池田聡                        | 槇原敬之                                  | 槇原敬之                 | 佐橋佳幸                                                                  | ×                                                      |
| 邂逅                                 | 石崎ひゅーい                  | 槇原敬之                                  | 槇原敬之                 |                                                                           | ×                                                      |
| Favorite Phrase                      | 辛島美登里                    | 槇原敬之 with 辛島美登里                  | 槇原敬之 with 辛島美登里 | 槇原敬之                                                                  | ×                                                      |
| クリスマスカード                     | アイナ・ジ・エンド            | 槇原敬之                                  | 槇原敬之                 | 槇原敬之                                                                  | ×                                                      |
| Shapes Of Happiness                  | 松田聖子                      | 槇原敬之                                  | 槇原敬之                 | 槇原敬之                                                                  | ×                                                      |

## 他者作品への編曲参加等
| アーティスト         | 曲名 | 作詞/作曲                                         | 収録アルバム                                     | 参加形態                       | 備考           |
| -------------------- | --- | ------------------------------------------------- | ------------------------------------------------ | ------------------------------ | -------------- |
| 川崎真理子           | 失恋はつかれる | 川崎真理子                                        | GIRL'S TALK                                      | 編曲                           | 木下鉄丸 名義  |
| カズン               | 冬のファンタジー | カズン、小林和子                                  | ラブ&スマイル                                    | コーラス                       | クレジットなし |
| 川崎真理子           | がんばってたりしてて Driving Lazy Lady キスをしなくてよかった"I've been loving you" すきになっただけ"Love is Simple" もっと落ちついて OK "ピースサインができればOK" | 川崎真理子                                        | OK                                               | 編曲                           |                |
| 矢野顕子             | クリームシチュー | 糸井重里/矢野顕子                                 | Oui Oui                                          | 編曲                           |                |
| 大貫妙子             | Wonderland 虹 | 大貫妙子                                          | note                                             | コーラス                       |                |
| 吉田美奈子           | ENCOUNTER | 吉田美奈子                                        | Stable                                           | コーラス                       |                |
| 矢野顕子&坂本美雨    | くまんばちがとんできた | 糸井重里/矢野顕子                                 | シングル                                         | 編曲                           | クレジットなし |
| 矢野顕子             | 自転車でおいで | 糸井重里/矢野顕子                                 | はじめてのやのあきこ                             | ゲスト・ボーカル               |                |
| 鈴木雅之             | ランナウェイ (Brand New Soul Version) | 湯川れい子/井上大輔                               | Martini Blend                                    | 編曲                           |                |
| HOME MADE 家族       | You'll be alright with 槇原敬之 | KURO,MICRO,U-ICHI/KURO,MICRO,U-ICHI,Masao Okamoto | サルビアのつぼみ/You'll be alright with 槇原敬之 | コーラス                       |                |
| 古内東子             | 誰より好きなのに feat. 槇原敬之 | 古内東子                                          | And then... 〜20th anniversary BEST〜            | ゲスト・ボーカル               |                |
| 松田聖子             | 櫻の園 (rearrange version) | 松本隆/大村雅朗                                   | SEIKO MEMORIES 〜Masaaki Omura Works〜           | 編曲                           |                |
| KAN with His Friends | KANのChristmas Song 2023 | KAN                                               | 未音源化                                         | ボーカル・コーラス・キーボード |                |
| ビッケブランカ       | Yomigaeri (with 槇原敬之 & 絢香) | Junya Yamaike                                     | Knightclub                                       | ゲスト・ボーカル               |                |

## 主なサポートミュージシャン（レコーディングを含む）
| - 屋敷豪太 - 大石真理恵 - 秋山浩徳 - Tomi Yo - 川崎哲平 - 山本タカシ - 毛利泰士 - 清水俊也 | - 小倉博和 - 門倉聡 - 佐橋佳幸 - 有賀啓雄 - 篠崎正嗣 - 村田陽一 - 石成正人 - 松永俊弥 | - 松本圭司 - 柴田俊文 - 藤本一樹 - 三沢またろう - 有田純弘 - 松原秀樹 - 沼澤尚 - 斎藤有太 | - 本間昭光 - 阿部薫 - 宗秀治 - 遠藤太郎 - 林部直樹 - 飯田高広 - 遠藤龍弘 - 大坂孝之介 |